# Steven Reyme
Steven Evert (Steve) Reyme (Paramaribo, 15 september 1967) is een Surinaams geestelijke en politicus. Hij is voorganger van de Volle Evangeliegemeente Logos International in Paramaribo en evangeliseert via het tv-programma Steven Reyme Ministries. In juni 2019 richtte hij de politieke partij Alternatief 2020 (A20) op. De samenwerking van A20 met DOE en PRO leverde in 2025 een zetel op en daarmee zijn entree in De Nationale Assemblée.

## Biografie
Reyme werd geboren in Paramaribo en groeide op in de wijk Abrabroki,  hij heeft meerdere opleidingen gevolgd waaronder aan de Anton de Kom Universiteit van Suriname en aan de World Harvest Bible College in de USA. Hij volgde ook bijbelstudie bij de Amerikaanse evangelist Rod Parsley. Reyme houdt doctoraten in de theologie van de United Graduate and Seminary International, de CiCa International University & Seminary van de CELA University, USA en een doctoraat van de Logos University in Christian Leadership and Management. 
In 2009 werd hij voorganger van de Volle Evangeliegemeente Logos International in Paramaribo. Hij is ook Vienna Ambassador to the United Nations. Hij werd in 2013 onderscheiden als Commandeur in de Ereorde van de Palm en werd in 2014 ingewijd tot 'Apostel'.
Daarnaast houdt Apostel Reyme evangelisatiediensten onder de naam Steven Reyme Ministries op de Surinaamse televisiezender ATV en voltrekt hij geregeld inzegeningen, zoals bij openingen. Daarnaast is hij actief voor sociale projecten van de stichting ABSO (Abrabroki, Beekhuizen, Saron en Omgeving) en decaan voor het Natuurtechnisch Instituut (NATIN).
In juni 2019 richtte hij de politieke partij Alternatief 2020 op om mee te doen aan de verkiezingen van 2020. In april 2020 presenteerde de partij kandidaten voor alle tien districten van Suriname. De partij is gebaseerd op christelijke waarden en gericht tegen patronagepolitiek. Zijn partij verwierf geen zetels tijdens de verkiezingen van 2020.
Tijdens de coronacrisis in Suriname organiseerde hij demonstraties tegen vaccinatie. Hij was in 2021 tegen de toelating van het middel ivermectine dat zich toen in de testfase bevond.
Tijdens de verkiezingen van 2025 stond hij op nummer 2 van de lijst van de A20, dat een samenwerkingslijst is van A20, DOE en PRO. De combinatie verwierf één zetel waarmee Reyme zijn entree maakte in De Nationale Assemblée.